# Accidente aéreo de Cuenca
El accidente del Boeing 737 de TAME en 1983 fue un accidente de aviación en el que un Boeing 737-2V2 Advanced operado por la aerolínea nacional ecuatoriana TAME, que volaba en una ruta doméstica desde el ahora cerrado Aeropuerto Internacional Mariscal Sucre en Quito al Aeropuerto Internacional Mariscal Lamar de Cuenca se estrelló contra una colina durante el acercamiento final a solo una milla (1,6 km) de su destino final, matando a las 119 personas a bordo.
El accidente fue el primero y más mortal en la historia de TAME, y sigue siendo el accidente aéreo más letal en la historia de Ecuador. Una investigación posterior determinó que el vuelo se estrelló debido a la falta de experiencia de la tripulación de vuelo en el tipo de aeronave, lo que causó un vuelo controlado contra el terreno.

## Aeronave
El avión involucrado en el accidente fue un Boeing 737-2V2 Advanced de 2 años y un mes, con motores Pratt & Whitney tipo JT8D-17. Cuando Boeing lo entregó, se registró como N8283V, pero cuando llegó a la flota de TAME en 1981, su registro y librea cambió a HC-BIG. TAME lo llamó Ciudad de Loja. El avión fue pilotado por Jorge Peña. 103 personas (95 pasajeros y los ocho tripulantes) vinieron de Ecuador, 11 vinieron de Colombia y cinco de los Estados Unidos.

## Historial de vuelo
En la mañana del 11 de julio de 1983, el avión despegó del Aeropuerto Internacional Mariscal Sucre en Quito para un vuelo nacional al Aeropuerto Mariscal Lamar en Cuenca con 111 pasajeros y ocho tripulantes. El avión se encontró con condiciones de niebla durante el acercamiento final al Aeropuerto Mariscal Lamar, pero las condiciones climáticas de ese día se informaron como claras. La tripulación contactó con la torre de control de Cuenca para obtener permiso para aterrizar el avión, que fue otorgado.
Durante los últimos minutos del vuelo, los pilotos se distrajeron durante una conversación y no sabían que el avión volaba peligrosamente bajo hacia una montaña. Además, al mismo tiempo, estaban experimentando con algunos de los controles y sistemas de la aeronave.
Segundos antes de que el avión llegara a la colina Bashún, en la parroquia Ricaurte, a una milla (1,6 km) del aeropuerto, el sistema de advertencia de proximidad al suelo se activó, anunciando una inminente colisión en el terreno y haciendo sonar una alarma. El capitán y el primer oficial intentaron evitar la montaña aplicando potencia completa en los motores y haciendo una fuerte subida, pero ya era demasiado tarde. El avión raspó un pico de montaña, explotó y se deslizó hacia un barranco; no hubo sobrevivientes
Dos minutos después de que la señal del avión se perdiera de la pantalla del radar, el control del tráfico aéreo de Cuenca declaró una emergencia. Al día siguiente, los aviones de búsqueda y los equipos de rescate llegaron a la última posición conocida del avión. Debido a la lejanía y la dificultad de acceso al sitio del accidente, el personal de rescate tardó varias horas en llegar al sitio.

## Investigación
Después de los temores iniciales de un posible sabotaje fueron propugnados por las autoridades de aviación civil [después de que una estación de radio informara testigos de una explosión en el aire. Durante la investigación, esto fue descartado debido a la falta de pruebas. Las "autoridades civiles" de la aviación iniciaron una investigación, con la cooperación de Boeing, Pratt & Whitney y la Junta Nacional de Seguridad del Transporte de los Estados Unidos.
Los resultados de la investigación se presentaron varios meses después y concluyeron que el error humano fue una causa directa del accidente, se identificaron varios factores: el entrenamiento de los pilotos no fue entregado correctamente por TAME para el Boeing 737-2V2 Advanced, el equipo no estaba completamente familiarizado con los controles de la aeronave, y la tripulación se distrajo al tratar de ubicar la pista en una niebla espesa, como consecuencia, el avión quedó por debajo de la altitud mínima de seguridad en una región montañosa con la tripulación ignorando los comandos de voz del radar de proximidad hasta segundos antes del impacto.